# Chakotay
Chakotay è un personaggio immaginario del franchise di fantascienza Star Trek. Interpretato da Robert Beltran, è protagonista della serie televisiva Star Trek: Voyager, la quarta serie live-action del franchise, e, inoltre, appare in videogiochi e nella serie animata Star Trek: Prodigy, dove viene doppiato dallo stesso Beltran, oltre che in romanzi del franchise. Chakotay è il primo ufficiale dell'astronave USS Voyager NCC-74656, capitanata da Kathryn Janeway.

## Storia del personaggio
Chakotay è nato nel 2329, su di una colonia spaziale della Federazione su cui risiedeva la sua tribù, posta nelle vicinanze della Zona Smilitarizzata Cardassiana.
Chakotay era un capitano maquis prima di essere trasportato nel lontano quadrante Delta con la Voyager, da cui era inseguito. Dopo l'arrivo nel quadrante Delta le condizioni della sua nave erano disperate e quindi decise di accettare l'offerta del capitano Kathryn Janeway (con cui avrà anche una breve relazione sentimentale) di unire gli equipaggi, diventando così il primo ufficiale e ricevendo il grado di tenente comandante (anche se nei dialoghi viene sempre menzionato come comandante, cosa che peraltro avviene anche nella vita marinara reale a titolo di cortesia) sulla Voyager. Chakotay aveva frequentato l'Accademia della Flotta Stellare negli anni tra il 2344 e il 2348.
Quando era ragazzo, Chakotay viveva nella tribù di nativi americani di suo padre Kolopak, schernendo la spiritualità della tribù e sognando di entrare nella Flotta Stellare. Alla fine, grazie all'intervento del capitano Sulu, Chakotay riuscì a entrare nella Flotta stellare. Quando tuttavia i Cardassiani distrussero Dorvan, il suo pianeta natale, e la Federazione non agì per evitarlo, Chakotay decise di abbandonare la Flotta e di unirsi ai guerriglieri Maquis. Ha un vistoso tatuaggio sul viso per ricordare le tradizioni che suo padre cercava di tramandargli.
Successivamente al rientro della Voyager in patria, Chakotay viene pienamente reintegrato nella flotta e promosso al grado di capitano, ottenendo il comando del vascello sperimentale USS Protostar.

## Relazioni
Nell'episodio Fine del gioco - prima e seconda parte si scopre che, se la USS Voyager fosse restata nel quadrante Delta, Chakotay e Sette di Nove si sarebbero sposati ma lei sarebbe morta nel 2381 e Chakotay non si sarebbe più ripreso dalla perdita ma, essendo questa data riferita a una linea temporale alternativa che l'Ammiraglio Janeway ha cambiato, non è detto che tali avvenimenti sarebbero accaduti.

## Interpreti
Chakotay è interpretato dall'attore statunitense, di origine indio-messicana, Robert Beltran, che lo impersona per tutta la durata della serie, dal 1995 al 2001. Beltran ha in seguito prestato la voce al personaggio come doppiatore, nel videogioco Star Trek: Voyager - Elite Force (2000) e in tre episodi della serie animata Star Trek: Prodigy (2022). Il ruolo, inoltre, gli ha permesso di vincere il Nosotros Golden Eagle Award nel 1997, premio assegnato al migliore attore di serie televisiva che dia un'immagine positiva dei latinos degli USA.
Nell'edizione in lingua italiana di Star Trek: Voyager, Chakotay è doppiato da Fabrizio Temperini. L'episodio pilota in due parti, Dall'altra parte dell'universo, è stato originalmente distribuito in VHS prima della messa in onda della serie, con il titolo Il guardiano e un differente doppiaggio a cura della S.E.D.E. In questa edizione Chakotay viene doppiato da Natale Ciravolo.

## Filmografia
- Star Trek: Voyager - serie TV, 168 episodi (1995-2001)
- Star Trek: Prodigy - serie animata, episodi 1x06-1x07-1x08 (2022)

## Videogiochi
- Star Trek: Voyager - Elite Force (2000)
- Star Trek Timelines (2020)